# Pena de morte na Jamaica
A pena de morte é uma pena legal na Jamaica. Atualmente, o único crime punível com a morte é o assassinato agravado. O método de execução está suspenso. A última pessoa executada na Jamaica foi Nathan Foster, condenado por assassinato e enforcado em 1988. O Parlamento jamaicano colocou uma moratória na pena de morte até 2009, quando foi levantada. Desde 2009, a pena de morte é legal e as execuções na Jamaica podem retomar; no entanto, não houve execuções desde então. 
Foi estimado em 2012 que havia sete ou oito internos na Jamaica atualmente sob sentença de morte. 